# Пенчо Богданов (инженер)
Вижте пояснителната страница за други личности с името Пенчо Богданов.
Пенчо Минчев Богданов е български учен, строителен инженер, доцент, доктор, полковник, един от основоположниците на противопожарното инженерство в България.

## Биография
Роден е в стар български дюлгерски род в село Веленци, община Трявна. Син е на видния строител и предприемач майстор Минчо Богданов и първата му съпруга Тодора.
През 30-те години семейството се премества да живее в София, където Богданов завършва с отличие Втора мъжка гимназия в един клас с бъдещия художник и аниматор Стоян Дуков, проф. арх. Евлоги Цветков и др. През 1949-1954 г. следва и се дипломира с отличие като строителен инженер в Държавната политехника.
Участва в проектирането и строежа на ТЕЦ „Перник“, Баташкия водносилов път и ТЕЦ „Марица изток“, където е и пълномощник на Министерството на електрификацията. След това се отдава на научна и преподавателска работа в Университетa по архитектура, строителство и геодезия (тогава ВИСИ), във Висшето народно военно инженерно-свързочно училище в Силистра, Военната академия „Георги Раковски“ и Висшата специална школа на МВР, където от началото на 80-те години до пенсионирането си е заместник-декан по учебната част на Факултета по противопожарна охрана.
Пенчо Богданов има значителен брой научни трудове, публикации, изобретения и рационализации в областта на строителните конструкции. За научната и преподавателската си работа е награден с орден „Кирил и Методий“ и други държавни отличия. Той е един от видните основоположници на противипожарното инженерство в България и един от авторите на правилника за земетръсна устойчивост на сградите, действал от 80-те години до 2007 г., дългогодишен член на научния съвет по строителни науки на Висшата атестационна комисия при Министерския съвет и консултант на Научноизследователския строителен институт.
Умира на 9 март 2000 г. в София.